# Björkegöl (Bäckaby socken, Småland)
Björkegöl är en sjö i Vetlanda kommun i Småland och ingår i Mörrumsåns huvudavrinningsområde.